# Bal Haf i Azzan
Bal Haf i Azzan fou un soldanat sorgit entre 1881 i 1885 per la unió dels dos soldanats d'aquest nom, resultants del fraccionament en quatre soldanats del soldanat dels wahidi amb capital a Habban el 1830. Vers el 1881 Abdallah ben Umar de Bal Haf va pujar al tron i menys de quatre anys després va unir els soldanats de Bal Haf i Azzan. El soldà de Bal Haf i Azzan, Hadi ben Salih, va signar un tractat de protectorat amb la Gran Bretanya el 1888 i des de llavors el soldanat va pertànyer al Protectorat d'Aden (vers 1888-1917), protectorat Occidental d'Aden (1917-1937), i Protectorat Oriental d'Aden (1937-1961). El soldanat va incorporar també a Bir Ali el 1961 i a Habban el 1962, i va ingressar a la Federació d'Aràbia del Sud el 1963 amb el nom de soldanat Wahidi. Integrat a la República Popular del Iemen del Sud (1967-1970) i República Popular i Democràtica del Iemen (1970-1990), és part de la República del Iemen després de la unificació d'aquest darrer any.